# St. Cäcilia (Heusenstamm)

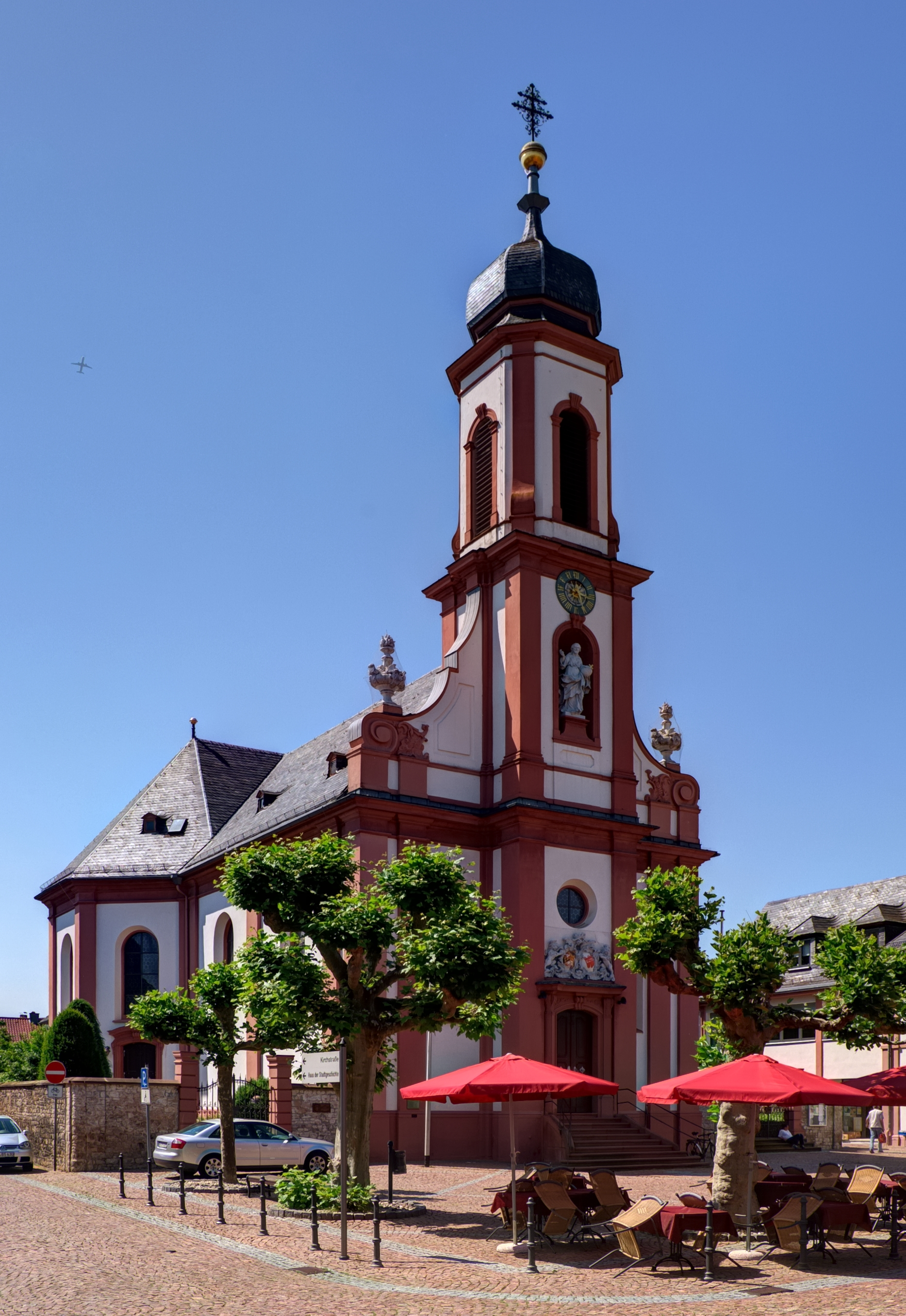
Barockkirche St. Cäcilia in Heusenstamm

 Die Pfarrkirche St. Cäcilia in Heusenstamm wurde von 1739 bis 1741 als katholische Begräbniskirche des Heusenstammer Zweiges der Grafen von Schönborn vom Baumeister Johann Balthasar Neumann erbaut. Sie ist das bedeutendste barocke Bauwerk im hessischen Heusenstamm.

## Vorgeschichte

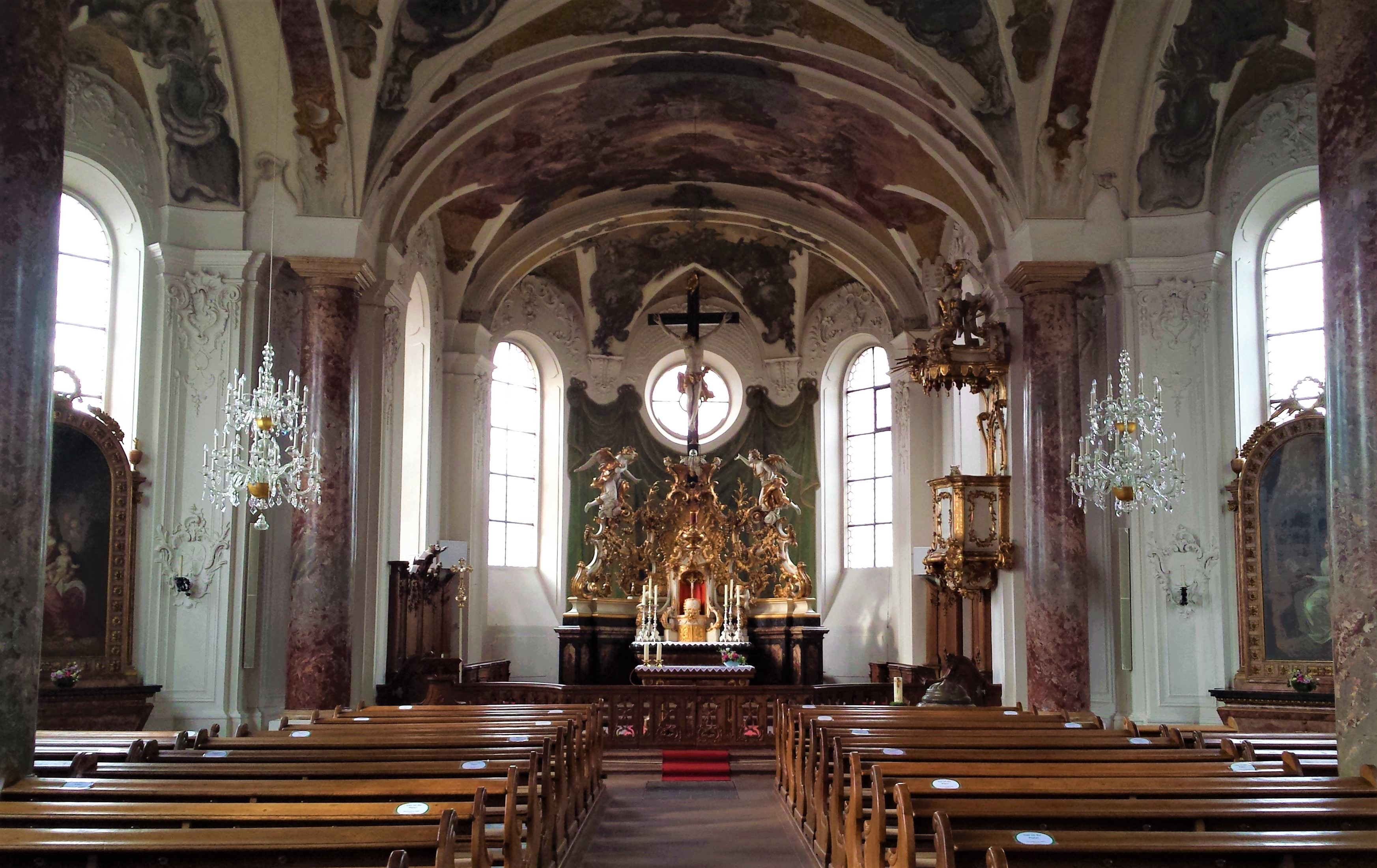
Innenansicht von St. Cäcilia

Nachdem die Ritter von Schönborn in Heusenstamm 1663 bis 1670 das vordere Schloss errichtet hatten, stand zunächst keine Hof- oder Begräbniskirche zur Verfügung. Die herrschaftliche Familie hatte „ausgesäckelt“, d. h. sich mit den hohen Baukosten finanziell übernommen und verschuldet. 1701 wurde die Familie in den Reichsgrafenstand erhoben. Erst 1708 ließ die Reichsgräfin Marianna von Schönborn die kleine Feldkapelle zum heiligen Kreuz bauen, welche jedoch schon wegen ihrer Größe nur zum Todesgedenken und nicht als Begräbniskirche geeignet war. 1717 hatte Graf Anselm Franz von Schönborn die Idee, die alte gotische Pfarrkirche aus dem 13./14. Jahrhundert im Ortskern von Heusenstamm durch einen repräsentativeren Neubau zu ersetzen. Als er 1726 verstarb, verfolgte seine Witwe, Reichsgräfin Maria Theresia Ernestina Magdalena (geborene von Montfort-Tettnang) seinen Plan weiter, eine Gedächtnis- und Begräbniskirche in Heusenstamm zu errichten. Die Witwe von Schönborn überzeugte 1735 die drei Brüder ihres verstorbenen Mannes, Franz Georg von Schönborn, Erzbischof von Trier, Friedrich Carl von Schönborn, Reichsvizekanzler und Fürstbischof von Würzburg und Bamberg, und Damian Hugo von Schönborn, Kardinal und Bischof von Speyer, von den Bauplanungen und erreichte, dass diese die Finanzierung des aufwändigen Kirchenbaus übernahmen.

## Baugeschichte
Mit der Planung und der Bauausführung wurde der Schönborn’sche Hofarchitekt Johann Balthasar Neumann beauftragt, welcher 1739 umgehend mit den Arbeiten begann, nachdem die alte Dorfkirche abgerissen worden war. Neumann plante die Kirche im typischen Stil des fränkischen Barocks mit kreuzförmigem Grundriss. Unter der Kirche wurde die Gruft (Krypta) der Grafen von Schönborn gebaut. Chor und Seitenschiffe wurden durch eine geschickte Wandgliederung annähernd zu einem Zentralraum zusammengefasst. Der markante Glockenturm ist mit einem zentralen Portal ausgestattet und mit einem Zwiebelturm gekrönt. Die Fassade wurde mit Schweifgiebeln und Pilastern verziert und gegliedert, das Dach mit grauem Schiefer gedeckt. Neumann besuchte insgesamt dreimal persönlich die Baustelle und überwachte die Bauausführung. 1740 stand der Rohbau der Kirche und die Arbeiten zu den Innenausbauten wurden begonnen. Von 1741 an erstellte der Augsburger Maler Christoph Thomas Scheffler die prachtvollen Deckengemälde. Ab 1741 galt der Bau der Kirche als beendet, obwohl noch nicht alle Innenausstattungen fertiggestellt waren. Der Würzburger Hofbildhauer Johann Wolfgang von der Auwera erweiterte 1744 die künstlerisch hochwertige Ausstattung der Kirche mit der Schaffung des Hochaltars. Im gleichen Jahr wurde auch die Kanzel fertiggestellt. Der Mainzer Hofschreiner Franz Anton Herrmann (1711–1770) fertigte die Innenausstattungen aus Holz (Beichtstühle, Kirchengestühl etc.), die 1751 eingebaut wurden. Im gleichen Jahr verstarb die Bauherrin, Maria Theresia von Schönborn in Wien, wo sie auch beerdigt wurde. Ihr Herz wurde entnommen und in der Schönborn’schen Gruft bestattet. Die Krypta wurde anschließend mit anderen, bereits verstorbenen Personen der Schönborn’schen – Heusenstammer Linie belegt.

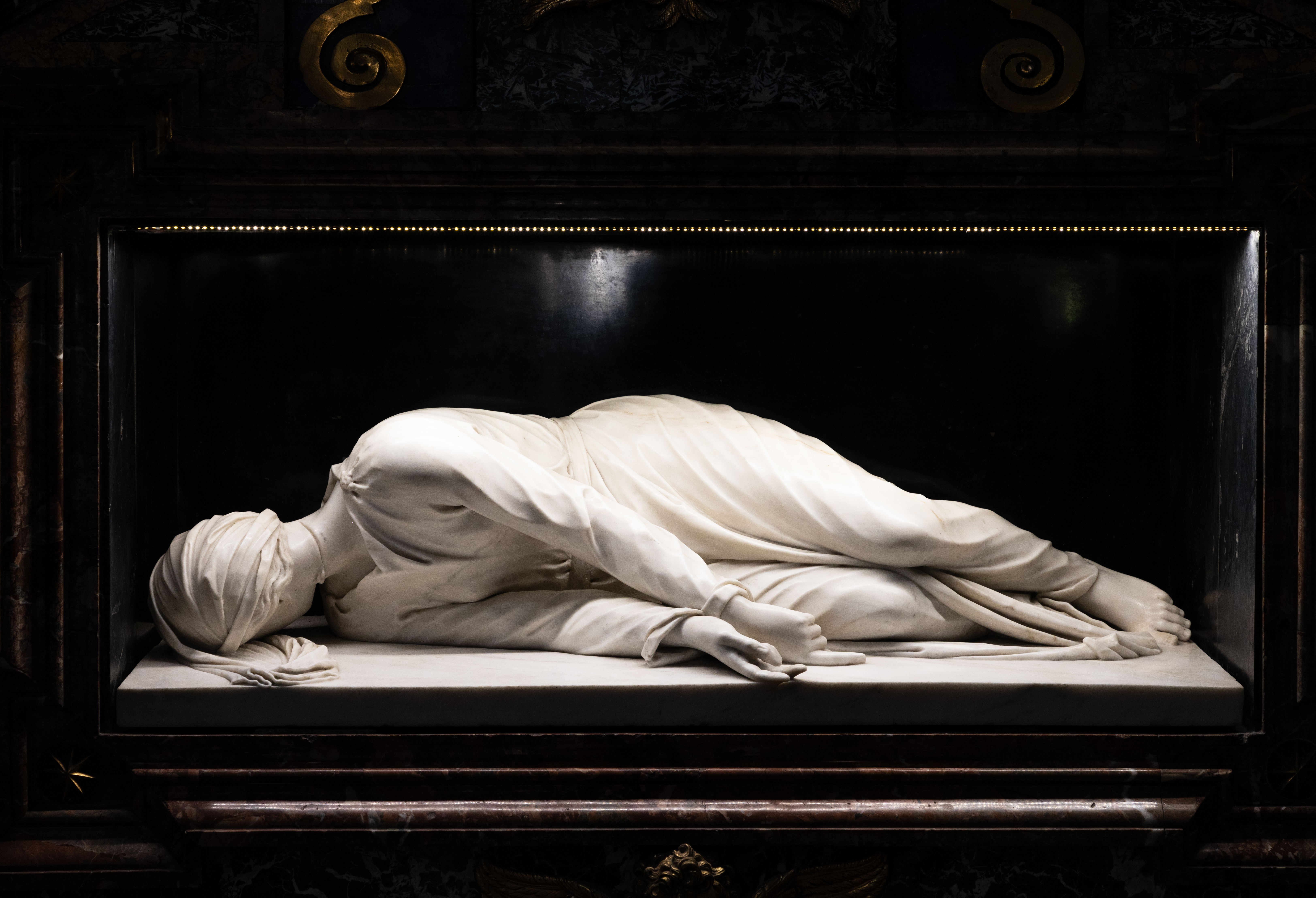
Liegefigur der heiligen Cäcilia von Stefano Maderno in der Kirche Santa Cecilia in Trastevere (1599–1600)

 Die Kirche wurde nach der hl. Cäcilia von Rom benannt, der Schutzpatronin der Kirchenmusik. Aus nicht überlieferten Gründen erfolgte die Einweihung der Kirche erst am 19. September 1756. Zur Erinnerung wird in Heusenstamm alljährlich am Sonntag vor dem Fest des Apostels Matthäus das Kirchweihfest (Kerb) gefeiert.

## Orgel

### Die barocke Köhler-Orgel (1758–1902)
Folgende Information datiert die erste erwähnte Orgel in St. Cäcilia auf 1758:

„1758 führte Joseph Anton Boos die Abnahmeprüfung der neuen Orgel von Johann Christian Köhler in St. Cäcilia zu Heusenstamm durch.“

1825 wurde vom Mainzer Orgelbauer Bernhard Dreymann nachfolgende Disposition notiert. Das Instrument des Frankfurter Orgelbauers Köhler hatte, ohne Unterscheidung zwischen Bass und Diskant, demnach 12 Register verteilt auf Manual und Pedal.
| Manual C–   |       |
| Prinzipal   | 8′    |
| Großgedackt | 8′    |
| Gamba       | 8′    |
| Salicional  | 8′    |
| Flöte       | 4′    |
| Oktava      | 4′    |
| Superoktav  | 2′    |
| Cornett D   | 4′    |
| Mixtur IV   | 1 ⁄2′ |
| Crumhorn D  | 8′    |
| Crumhorn B  | 8′    |

| Pedal C–  |     |
| Subbaß    | 16′ |
| Violonbaß | 08′ |

- Koppeln: I/P

Anmerkungen
- B: Bass
- D: Diskant

Vom Mainzer Orgelbauer Bernhard Dreymann und später vom Limburger Orgelbauer Martin Keller wurden einige Änderungen an Orgel und Disposition vorgenommen.
Am 9. Juli 1902, nachmittags gegen 16:45 Uhr, schlug ein Blitz in den Kirchturm ein. Brennende Teile der Turmspitze durchschlugen die Decke des Kirchenschiffs und stürzten auf die Orgel, die dadurch zerstört wurde.

### Die romantische Schlimbach-Orgel (1908–1977)
Bereits am 25. Juli 1902 forderte der damalige Pfarrer Franz Jakob Landvogt die Würzburger Orgelbaufirma Balthasar Schlimbach & Sohn zu einem Angebot über einen Orgelneubau auf. Sohn Martin Joseph Schlimbach führte damals das Unternehmen und errichtete die Orgel mit Taschenladen und pneumatischer Traktur. Sie hatte 19 Register, verteilt auf 2 Manuale und Pedal.
| I Manual C–f3 |        |
| Bourdon       | 16′    |
| Principal     | 08′    |
| Hohlflöte     | 08′    |
| Gemshorn      | 08′    |
| Gamba         | 08′    |
| Octave        | 04′    |
| Rohrflöte     | 04′    |
| Mixtur IV     | 02 ⁄3′ |

| II Manual C–f3  |    |
| Flötenprincipal | 8′ |
| Liebl. Gedackt  | 8′ |
| Salicional      | 8′ |
| Dolce           | 8′ |
| Vox coelestis   | 8′ |
| Harmonica       | 8′ |
| Flöte dolce     | 4′ |

| Pedal C–d1 |     |
| Violon     | 16′ |
| Subbaß     | 16′ |
| Flötenbaß  | 16′ |
| Cello      | 08′ |

- Koppeln: keine Angaben
- Spielhilfen: Piano, Forte, Tutti, automatische Pedalumschaltung

Anmerkungen
- Violon: C–H akustisch
- Flötenbaß: Abschwächung

Das Gehäuse stammt von der Firma G. Busch Söhne aus Groß-Steinheim nach einem Entwurf des Darmstädter Architekten Prof. Friedrich Pützer. Es wurde später auch für die Aufnahme der Nachfolgeorgel verwendet.
Nach dem Ersten Weltkrieg übernahm die Gelnhausener Firma Gebr. Ratzmann, die mittlerweile von Richard Schmidt geführt wurde, die Pflege der Orgel. Es wurde ein elektrisches Gebläse eingebaut. Dies erfolgte leider so, dass die kalte und staubige Luft aus dem Kirchturm in die Orgel geblasen wurde. 1939 ließ der damalige Pfarrer Franz Rau einen Teil der Mixturpfeifen ausbauen, weil er die Lautstärke der Orgel nicht ertragen konnte.
Die große Hitze des Sommers 1948 brachte das Instrument zum Versagen, was eine größere Reparatur erforderte. 1964 wurde die die Orgel durch Bernhard Schmidt, Sohn von Richard Schmidt, erheblich umgebaut. Es erfolgte die Umstellung auf elektro-pneumatische Taschenlade mittels eines neuen Spieltisches und ein signifikanter Eingriff in die Disposition. Die Registeranzahl verringerte sich dadurch von 19 auf 18.
| I Manual C–f3 |       |
| Principal     | 8′    |
| Hohlflöte     | 8′    |
| Gamba         | 8′    |
| Octave        | 4′    |
| Rohrflöte     | 4′    |
| Quinte        | 2 ⁄3′ |
| Prinzipal     | 2′    |
| Mixtur III    | 1 ⁄3′ |

| II Manual C–f3  |       |
| Liebl. Gedackt  | 8′    |
| Salicional      | 8′    |
| Flötenprincipal | 4′    |
| Flöte dolce     | 4′    |
| Nachthorn       | 2′    |
| Quinte          | 1 ⁄3′ |
| Sifflöte        | 1′    |

| Pedal C–d1 |     |
| Subbaß     | 16′ |
| Oktavbaß   | 08′ |
| Flöte      | 04′ |

- Koppeln: keine Angaben
- Spielhilfen: Tutti, 1 freie Kombination

Nach diesem Umbau blieben die alten Mängel der Schlimbach-Windladen jedoch bestehen. Träge, ungleichmäßige Funktion und viele undichte Stellen erforderten häufige Reparaturen. Im heißen Sommer 1976 trat in der Hauptwerkslade ein langer Riss auf, wodurch 3 Register nicht mehr spielbar waren. Zudem waren Gehäuse, Windladen und Pfeifen stark vom Holzwurm befallen. Nach eingehender Beratung der verschiedenen verantwortlichen Personen und Gremien entschied man sich für einen Orgelneubau.

### Die neue Ott-Orgel (seit 1979)

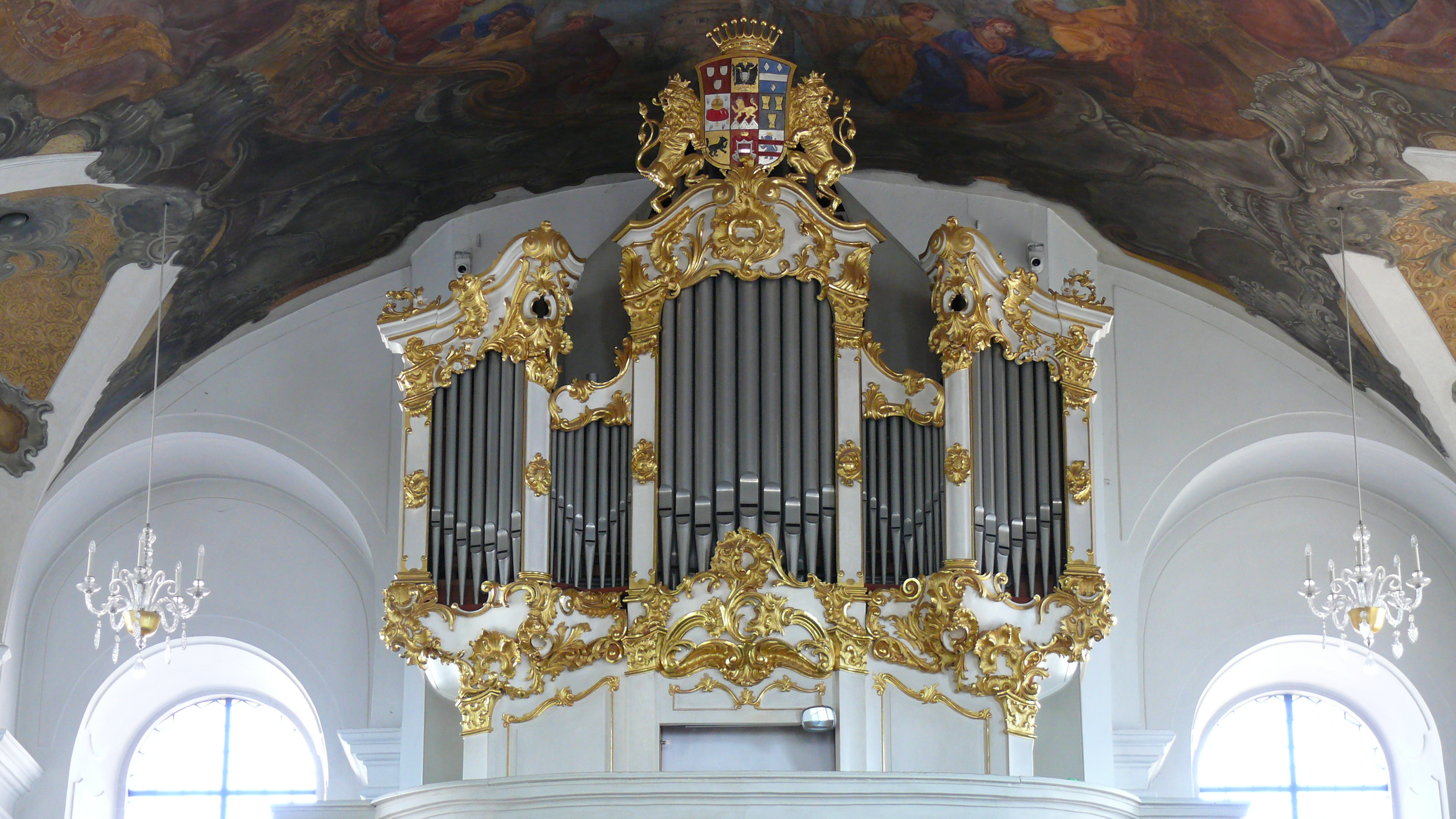
Ott-Orgel von 1979

Die neu Orgel wurde 1978–1979 von Paul Ott aus Göttingen erstellt und in das historische Gehäuse eingebaut. Sie verfügt über 23 Register auf Schleifladen, verteilt auf 2 Manuale und Pedal. Wie in der Disposition unten gekennzeichnet wurden ein gewisser Anteil des Pfeifenbestandes der Vorgängerorgel verwendet.
Die Windladen des Hauptwerks sind als C- und Cis-Lade ausgeführt, wobei beim Oberwerk in Bass- und Diskantlade getrennt wurde.
Am 29. April 1979 wurde die Orgel geweiht.

| I Hauptwerk C–g3 |         |   |
| Prinzipal        | 8′      |   |
| Holzflöte        | 8′      | X |
| Gamba            | 8′      | X |
| Oktave           | 4′      |   |
| Rohrflöte        | 4′      |   |
| Quinte           | 2 ⁄3′ 0 | Y |
| Schwiegel        | 2′      | Y |
| Mixtur IV–VI     | 1 ⁄3′   |   |
| Trompete         | 8′      |   |

| II Schwellwerk C–g3 |                |  |
| Metallgedackt       | 8′             |  |
| Spillflöte          | 4′             |  |
| Prinzipal           | 2′             |  |
| Quinte              | 1 ⁄3′          |  |
| Sesquialtera        | 2 ⁄3′ + 1 3⁄5′ |  |
| Scharf II–III       | 1′             |  |
| Krummhorn           | 8′             |  |
| Tremulant           |                |  |

| Pedal C–f1  |       |   |
| Subbaß      | 16′ 0 | X |
| Octavbaß    | 08′   | X |
| Rohrgedackt | 08′   |   |
| Choralbaß   | 04′   | Y |
| Nachthorn   | 02′   | Y |
| Mixtur IV   | 02′   |   |
| Fagott      | 16′   |   |

- Koppeln: Normalkoppeln

Anmerkungen
X = Pfeifenbestand Schlimbach (1907)
Y = Pfeifenbestand Schmidt (1956)

## Belegung der Krypta
Die Krypta ist mit den sterblichen Überresten von 9 Personen in 8 Gräbern der Heusenstammer Schönborn’schen Linie belegt.
- Anselm Franz von Schönborn, Buchheim und Wolfsthal (1681–1726), kaiserlicher Kammerherr, Hofkriegsrat, General der Reiterei und Oberst eines Dragonerregiments, kommandierender General des Oberrheinischen Reichskreises, Kurmainzer Geheimer Rat und Amtmann.
- Maria Theresia von Schönborn, geborene von Montfort, Tettnang und Langenargen (1698–1751), Ehefrau des Anselm Franz. Ihre sterbliche Hülle wurde in Wien bestattet, ihr Herz in Heusenstamm.
- Franz Ludwig Anton von Schönborn (1719–1728), ältester Sohn von Anselm Franz und Maria Theresia, Kurmainzer Amtmann in Steinheim.
- Hugo Philipp Friedrich Carl von Schönborn (1721–1734), zweiter Sohn von Anselm Franz und Maria Theresia, Kanoniker am Hohen Dom zu Speyer und Kurmainzer Amtmann in Steinheim.
- Johann Erwin von Schönborn (1654–1705), Herr zu Reichelsoberg und Heusenstamm, kaiserlicher Kammerherr, Reichshofrat, Kurmainzer Geheimer Rat, Obermarschall, Oberjägermeister und Amtmann zu Steinheim. In seinem Grab liegt sein einziges Kind, der am 22. März 1679 gestorbene, halbjährige Sohn Philipp Anton von Schönborn.
- Maria Anna von Schönborn, geborene Waldbott von und zu Bassenheim († 1702), erste Ehefrau des Johann Erwin.
- Melchior Friedrich von Schönborn (1643–1717), kaiserlicher Wirklicher Geheimer Rat.
- Sophia von Schönborn, geborene Boineburg (1651–1726), Ehefrau des Melchior Friedrich.

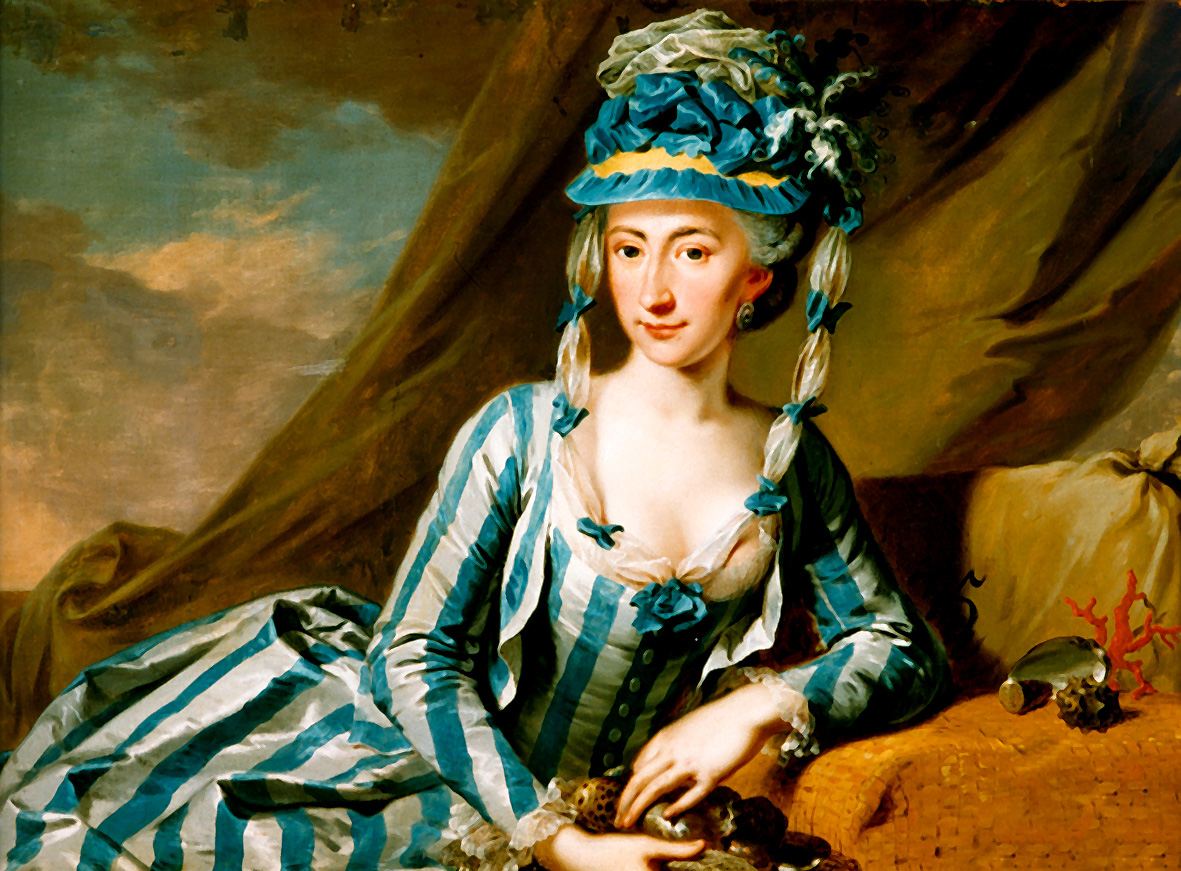
Marianne von der Leyen: Gemälde (unbekannter Maler, um 1770)

Von 1804 bis 1981 war Maria Anna von der Leyen und Hohengeroldseck, geborene von Dalberg (1745–1804), die Schwiegermutter des Franz Philipp von Schönborn in der Krypta bestattet. Am 28. August 1981 wurden ihre sterblichen Überreste nach Blieskastel überführt und in der Schlosskirche St. Sebastian neben ihrem Gatten Franz Karl von der Leyen beigesetzt.

## Restaurierungsgeschichte
Die Kirche hatte nicht nur nutzungs- und altersbedingte Schäden zu verzeichnen, sondern auch 1902 einen durch Blitzschlag verursachten Brandschaden zu erleiden. Im Zweiten Weltkrieg wurden durch den Luftdruck von explodierenden Fliegerbomben die Kirchenfenster zerstört und nach dem Krieg wieder ersetzt. Durch mehrere unsachgemäße Restaurierungsarbeiten im 18. und 19. Jahrhundert wurden ebenfalls Schäden verursacht, welche erst 1979 bei einer umfassenden Restaurierung kostenintensiv behoben werden konnten. Insgesamt mussten bis heute das Geläut viermal und die Kirchenorgel dreimal ersetzt werden.
Die originale Barockorgel aus dem Jahr 1770 wurde bei dem Kirchenbrand von 1902 durch herabfallende Trümmer zerstört und anschließend durch eine Orgel des Würzburger Orgelbaumeisters Schlimbach ersetzt. Diese Orgel musste bereits 1979 wieder ersetzt werden, da sie inzwischen durch Risse und Schädlingsbefall unbespielbar geworden war. Die heutige, neue Orgel wurde wieder mit einer barocken Außenverkleidung versehen, um die ursprüngliche Ansicht herzustellen.
Das Originalgeläut von 1740 bestand aus drei Glocken aus Würzburg, welche 1894 renoviert werden mussten. Beim Kirchenbrand von 1902 wurden diese Glocken zerstört und durch neue ersetzt. Zwei davon wurden im Ersten Weltkrieg eingeschmolzen und 1921 von einer Apoldaer Gießerei wieder ersetzt. Im Zweiten Weltkrieg wurden die Glocken erneut eingeschmolzen und das gewonnene Material für Rüstungszwecke verwendet. 1950 wurden schließlich vier neue Glocken von einer Heidelberger Glockengießerei gefertigt und eingebaut.